# Wojciech Morski
Wojciech Morski herbu Topór, (zm. w 1787) – polityk, senator, poseł na Sejm, kasztelan sanocki w 1779 roku.
Pochodził  ze starej rodziny Morskich herbu Topór z  terenów Małopolski.  Jego rodzina  otrzymała w 1784 r. tytuł hrabiowski austriacki. Z tej rodziny było dwóch kasztelanów w latach 1752 — 1796. W 1787 Wojciech Morski został kasztelanem sanockim.